# Український меморіал (Куритиба)

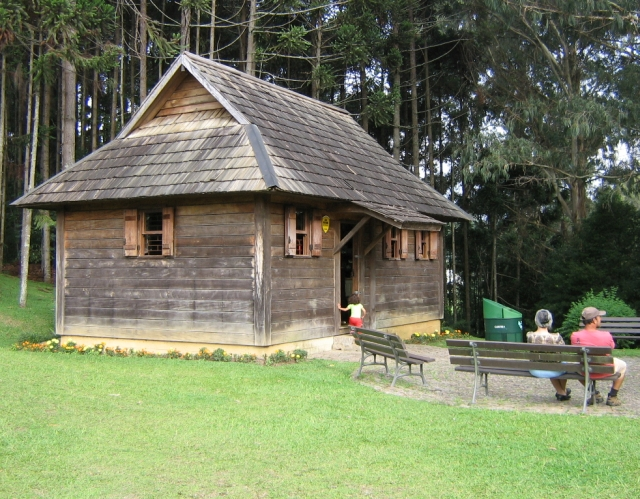
Реконструкція типового будинку вихідців з України в Бразилії

Український меморіал (порт. Memorial Ucraniano) — туристична пам'ятка, розташований у парку Тінґуй у місті Куритиба, штат Парана, Бразилія, і був споруджений на честь українських іммігрантів (на честь сторіччя української імміграції в Бразилії), які прибули до цього регіону в XIX столітті.

## Конструкція
Відкритий у 1995, на території музею збудовано кілька копій будівель, що демонструють типовий стиль архітектури іммігрантів. Головною визначною пам'яткою є копія найстарішої української церкви в Бразилії Сан-Мігель-да-Серра-ду-Тігре, збудованої з дерева у візантійському стилі, що знаходиться в муніципалітеті Маллет, в глибині штату Парана.
Поруч з каплицею розташована дзвіниця, що символізує інтеграцію народів, які населяють бразильські землі, а також важливість релігії як зберігача культурної єдності. На зовнішній території меморіалу встановлено скульптуру гігантської писанки роботи художника Хорхе Сератюка. Тут також діє постійна виставка виробів народних промислів, таких як писанки, ікони, картини та інші предмети, пов'язані з іммігрантами, яку можна відвідати безкоштовно.

## Святкові заходи

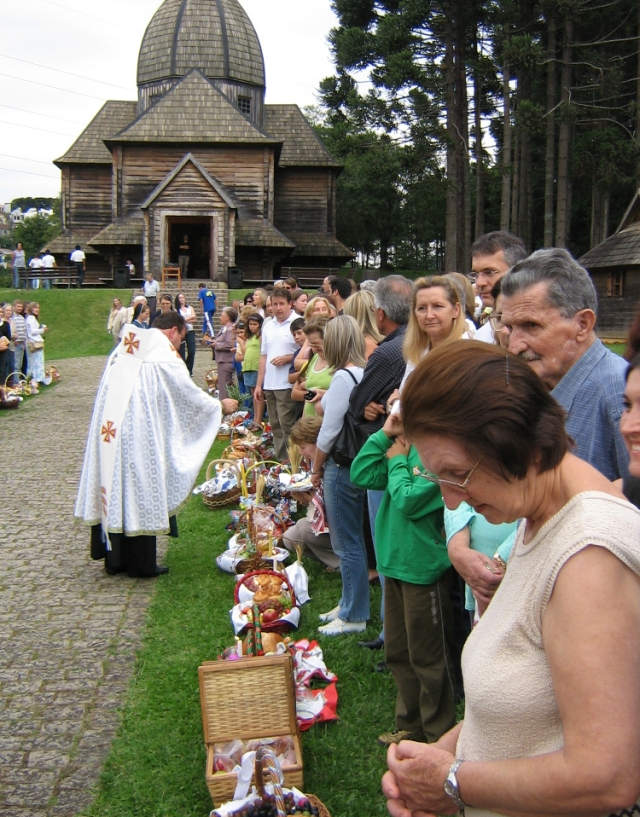
Освячення їжі напередодні Великодня 2006 року

У різні пори року на території меморіалу проводяться кілька типових фестивалів. Найвідомішим є Великодній фестиваль, де напередодні Великодня, у Велику суботу, на місці відбувається традиційна церемонія освячення їжі. Також тут проводяться Національний фестиваль України в серпні, Свято врожаю в жовтні та Фестиваль Святого Миколая в листопаді, а також інші заходи з виступами фольклорних колективів, на території меморіалу також проходить ряд інших фестивалів.